# 约翰·M·贝里恩
约翰·麦克弗森·贝里恩（John Macpherson Berrien，1781年8月23日—1856年1月1日），美国政治家，曾任美国参议员（1825年－1829年、1841年－1852年）和美国司法部长（1829年－1831年）。
| 前任： 威廉·沃特 | 美国司法部长 1829年－1831年 | 繼任： 罗杰·B·托尼 |